# Polygonum rottboellioides
Polygonum rottboellioides är en slideväxtart som beskrevs av Jaub. & Sp.. Polygonum rottboellioides ingår i släktet trampörter, och familjen slideväxter. Utöver nominatformen finns också underarten P. r. tibeticum.